# Parlamentswahl in Bangladesch 1986
Die Parlamentswahl in Bangladesch 1986 wurde am 7. Mai des Jahres durchgeführt. 1.527 Kandidaten traten zu den Wahlen an. Die Jatiya Party errang 153 der 300 Sitze. Die Wahlbeteiligung lag bei 61,1 %. Die Bangladesh Nationalist Party, welche aus den vorherigen Wahlen als Sieger hervorgegangen war, boykottierte die Wahlen.
Britische Wahlbeobachter bezeichneten die Wahlen als „Tragödie für die Demokratie“ und als „zynisch frustrierte Übung“.

## Hintergrund
Im Staatsstreich in Bangladesch 1982 stürzte der damalige Army Chief Hussain Muhammad Ershad den demokratisch gewählten Präsidenten Abdus Sattar, setzte die Verfassung außer Kraft und führte das Kriegsrecht ein. Das Parlament wurde aufgelöst und alle politischen Parteien wurden verboten. Ershad ernannte den Richter A. F. M. Ahsanuddin Chowdhury als Präsidenten (27. März 1982). Im Dezember 1983 ernannt sich Ershad selbst zum Präsidenten. 1983 versprach Ershad Präsidentschaftswahlen im Mai 1984 abzuhalten und die parlamentarische Regierung im folgenden Jahr wieder einzuführen. Bis 1986 wurden jedoch keinerlei Wahlen durchgeführt.
Angesichts der wachsenden Opposition der Bevölkerung versuchte Ershad, sein Regime durch ein Referendum im März 1985 zu legitimieren. Das offizielle Ergebnis des Referendums sprach sich mit überwältigender Mehrheit für das Regime aus. Es gab jedoch Vorwürfe groß angelegter Wahlfälschung.
Ershad plante, Anfang 1986 Präsidentschaftswahlen abzuhalten, sah sich jedoch heftiger Opposition seitens der von der Awami-Liga geführten Achtparteienallianz, der von der Bangladesh Nationalist Party (BNP) unterstützten Siebenparteienallianz und der linksgerichteten Fünfparteienallianz konfrontiert, welche die Aufhebung des Kriegsrechts und die Abhaltung von Parlamentswahlen vor den Präsidentschaftswahlen forderten. Den Forderungen der Opposition wurde nachgegeben, und für den 7. Mai 1986 wurden Parlamentswahlen angesetzt.
Am 1. Januar 1986 gründete Ershad die Jatiya Party, um seine Interessen bei den Wahlen zu vertreten. Die Gewinner der vorherigen Wahlen, die BNP, boykottierten die Wahlen, aber die Awami-Liga und die Mehrheit der anderen politischen Parteien traten an. Zum Zeitpunkt der Wahlen herrschte noch Kriegsrecht und Ershad war noch Armeechef.

## Ergebnisse
Ershads Jatiya-Partei gewann die Wahl deutlich mit 153 von 300 Sitzen, und damit eine einfache Parlamentsmehrheit. Das Ergebnis war jedoch umstritten. Die Awami-Liga warf der Jatiya-Partei Wahlbetrug vor und ein britisches Beobachterteam - bestehend aus einem ehemaligen Minister der Labour-Partei, einem Abgeordneten der Conservative Party und einem BBC-Journalisten - bezeichnete die Wahlen als „Tragödie für die Demokratie“ („tragedy for democracy“) und „zynisch frustrierte Übung“ („cynically frustrated exercise“).
| Partei                            | Partei                                        | Stimmen    | %     | Sitze    | +/-   |
| --------------------------------- | --------------------------------------------- | ---------- | ----- | -------- | ----- |
|                                   | Jatiya Party                                  | 12.079.259 | 42,34 | 153 + 30 | Neu   |
|                                   | Awami-Liga                                    | 7.462.157  | 26,16 | 76       | ▲ +37 |
|                                   | Bangladesh Jamaat-e-Islami                    | 1.314.057  | 4,61  | 10       | neu   |
|                                   | Jatiya Samajtantrik Dal-JSD                   | 725.303    | 2,54  | 4        | neu   |
|                                   | Bangladesh Muslim League                      | 412.765    | 1,45  | 4        | ▲ +4  |
|                                   | Oikya National Awami Party                    | 369.824    | 1,30  | 5        | ▲ +5  |
|                                   | Communist Party of Bangladesh                 | 259.728    | 0,91  | 5        | ▲ +5  |
|                                   | Jatiya Samajtantrik Dal (Siraj)               | 248.705    | 0,87  | 3        | neu   |
|                                   | National Awami Party (Muzaffar)               | 202.520    | 0,71  | 3        | neu   |
|                                   | Bangladesh Krishak Sramik Awami League        | 191.107    | 0,67  | 3        | neu   |
|                                   | Workers Party of Bangladesh                   | 151.828    | 0,53  | 3        | neu   |
|                                   | Bangladesh Khilafat Andolan                   | 123.306    | 0,43  |          | neu   |
|                                   | Jana Dal                                      | 98.100     | 0,34  |          | neu   |
|                                   | Bangladesh Nagarik Sanghati                   | 68.290     | 0,24  |          | neu   |
|                                   | Islami Jukta Front                            | 50.509     | 0,18  |          |       |
|                                   | Jatiya Janata Party (Odud)                    | 746.704    | 0,16  |          | neu   |
|                                   | Bangladesh Samyabadi Dal (M-L)                | 36.944     | 0,13  |          | neu   |
|                                   | Gano Azadi League                             | 23.632     | 0,08  |          |       |
|                                   | Bangladesh Islamic Andolan                    | 22.931     | 0,08  |          | neu   |
|                                   | Jamaaiatay Olamaya Islam                      | 5.676      | 0,02  |          | neu   |
|                                   | Jamaaiatay Olamaya Islam-Nezam-e-Islami party | 5.572      | 0,02  |          | neu   |
|                                   | Pragotishil Jatiyatabadi Dal                  | 2.997      | 0,01  |          | neu   |
|                                   | Jatiya Janata Party (Sujat)                   | 1.988      | 0,01  |          | neu   |
|                                   | Bangladesh Jayita League                      | 1.985      | 0,01  |          | ▼ −2  |
|                                   | Bangladesh Hindu Oikkya Front                 | 1.338      | 0,00  |          | neu   |
|                                   | Jatiyatabadi Ganatantrik Dal                  | 149        | 0     |          |       |
|                                   | Young Muslim Society                          | 141        | 0     |          | neu   |
|                                   | Bangladesh Islamic Republican Party           | 110        | 0     |          | neu   |
|                                   | Unabhängige                                   | 4.619.025  | 16,19 | 32       | ▲ +16 |
|                                   |                                               |            |       |          |       |
| Gültige Stimmen                   | Gültige Stimmen                               | 28.526.650 | 98,69 |          |       |
| Ungültige Stimmen                 | Ungültige Stimmen                             | 377.209    | 1,31  |          |       |
| Gesamt                            | Gesamt                                        | 28.903.859 | 100   | 330      | +30   |
| Nichtwähler                       | Nichtwähler                                   | 18.777.236 | 38,90 |          |       |
| Wahlberechtigte / Wahlbeteiligung | Wahlberechtigte / Wahlbeteiligung             | 47.305.886 | 61,10 |          |       |

## Nachwirkungen
Im August 1986 schied Ershad aus dem Militärdienst aus und im Oktober 1986 fanden Präsidentschaftswahlen statt, bei denen Ershad zum Sieger erklärt wurde. Die Wahlen waren jedoch umstritten, da sie von allen wichtigen Oppositionskandidaten boykottiert wurden und es Berichte über Unregelmäßigkeiten gab.
Im November 1986 wurde die zweite Sitzung des dritten Parlaments dazu genutzt, den siebten Verfassungszusatz zu verabschieden, der Ershad und sein Regime in erster Linie vor Strafverfolgung für während seiner jahrelangen Militärherrschaft begangene Taten schützte. Am 11. November wurde das Kriegsrecht aufgehoben.
Im Juli 1987 schlossen sich die Oppositionsparteien zusammen, um gegen die Politik der Regierung zu protestieren. Ershad verhängte im November den Ausnahmezustand, löste im Dezember das Parlament auf und setzte für März 1988 Neuwahlen an.